# Aléa (ort i Grekland, Nomós Argolídos)
Aléa (Alea) är en ort i Grekland.   Den ligger i prefekturen Nomós Argolídos och regionen Peloponnesos, i den södra delen av landet, 120 km väster om huvudstaden Aten. Aléa ligger 791 meter över havet och antalet invånare är 103.
Terrängen runt Aléa är varierad. Runt Aléa är det mycket glesbefolkat, med 4 invånare per kvadratkilometer. Närmaste större samhälle är Skoteiní, 4,1 km norr om Aléa. 